# بيلي كويل
بيلي كويل (بالإنجليزية: Billy Coyle)‏ (24 أكتوبر 1926 في المملكة المتحدة - 1 مايو 2011 بسندرلاند في المملكة المتحدة) هو لاعب كرة قدم بريطاني (وحمل سابقاً جنسية المملكة المتحدة لبريطانيا العظمى وأيرلندا) في مركز الدفاع. لعب مع وست أوكلاند تاون ‏ ودارلينجتون إف سى.